# خانه اقتصادی
خانه اقتصادی مربوط به دوره قاجار است و در کاشان، خیابان فاضل نراقی، کوچه مسجدآقا بزرگ واقع شده و این اثر در تاریخ ۱ مهر ۱۳۸۲ با شمارهٔ ثبت ۱۰۲۵۵ به‌عنوان یکی از آثار ملی ایران به ثبت رسیده است.